# Marie-Jacobée de Bade-Sponheim
Marie-Jacobée de Bade-Sponheim (25 juin 1507 - 16 novembre 1580), est duchesse consort de Bavière, fille de Philippe Ier de Bade-Sponheim, margrave de Bade, et d'Élisabeth du Palatinat, est l'épouse de Guillaume IV de Bavière.

## Famille et postérité
Marie-Jacobée épouse le 5 octobre 1522 à Munich le duc Guillaume IV de Bavière, fils du duc Albert IV de Bavière et de la princesse Cunégonde d'Autriche. Ils ont quatre enfants :
- Theodor (1526-1534)
- Albert V de Bavière (1528-1579) qui épouse en 1546 la duchesse Anne d'Autriche, fille de l'empereur Ferdinand Ier
- Guillaume (1529-1530)
- Mathilde de Bavière (1532-1565) qui épouse en 1557 le margrave Philibert de Bade (1536-1569)